# Jan Jaap Korevaar
Jan Jaap Korevaar (Delft, 22 mei 1957) is een voormalig Nederlands waterpolospeler.
Jan Jaap Korevaar nam eenmaal deel aan de Olympische Spelen, in 1980. Hij eindigde met het Nederlands team op de zesde plaats. Tijdens het toernooi maakte Korevaar één doelpunt.
Stan van Belkum · 
Wouly de Bie · 
Ton Buunk · 
Jan Jaap Korevaar · 
Nico Landeweerd · 
Aad van Mil · 
Ruud Misdorp · 
Dick Nieuwenhuizen · 
Eric Noordegraaf · 
Jan Evert Veer · 
Hans van Zeeland · 
 Ivo Trumbić (Bondscoach)